# Птолемей XII Неос Дионис
Птолемей XII Не́ос Дио́нис (Авле́т) — царь Египта, правил в 80 — 51 годах до н. э. Из династии Птолемеев.

## Правление

### Приход к власти и происхождение
Убив царя Птолемея XI Александра II, александрийцы оказались в затруднительной ситуации. Законных наследников Птолемея, сына Лага, помимо Селены и селевкидских царевичей, в которых текла кровь Птолемеев, не осталось. Оказавшись в столь неприглядном положении, александрийцы вспомнили о двух молодых людях, сыновьях покойного царя Сотера II от наложницы. Важно было посадить кого-нибудь на трон до того, как вмешается Рим. Одного из них сделали царём Египта, другого — царём Кипра. Так и получилось, что в александрийском дворце стал править Птолемей, известный как Нот (др.-греч. Νόθος, «Незаконнорождённый»), хотя официальными эпитетами Птолемея XII было Теос Филопатор Филадельф (др.-греч. Θέος Φιλοπάτωρ Θεός Φιλάδελφος, «Отцелюбивый Брато-(или Сестро)любивый Бог»). Позднее к ним прибавилось прозвище Неос Дионис (др.-греч. Νέος Διόνυσος, «Молодой Дионис»). Впервые оно встречается в 64 — 63 годах до н. э. В народе же его чаще всего звали Авлет (др.-греч. Αὐλητής, «Флейтист»). Кем была его мать, неизвестно. Как царская любовница, она, по всей вероятности, была красивой и образованной греческой женщиной. Маловероятно, что в ней текла египетская кровь.
Цицерон сообщает, что Птолемей XII был «мальчиком в Сирии», когда его внезапно вызвали, чтобы посадить на египетский трон. Большая часть Сирии на то время была оккупирована царём Армении Тиграном II. Тигран же был союзником царя Понта Митридата VI. Можно предположить, что два сына Сотера II, также как и их двоюродный брат Птолемей XI Александр II, были захвачены Митридатом на острове Кос и воспитывались между 88 — 80 годами до н. э. при понтийском дворе. Это могло бы объяснить непонятное заявление Аппиана, что две дочери Митридата — Митридатисса и Нисса — были обручены с царями Египта и Кипра. Если действительно Птолемей XII и его брат выросли при понтийском дворе вместе с царскими детьми, то вполне целесообразно предположить, что Митридат, после смерти Птолемея Сотера II, не желая воцарения в Египте римского ставленника Александра II, ухватился за возможность возвести на трон «своих» царей — Птолемея XII и его брата. Чтобы крепче привязать их к своим интересам, он вполне мог сосватать за них своих дочерей. Если молодые люди отправились из Понта в Египет через Сирию, то это объяснило бы фразу Цицерона, что Птолемей XII находился в Сирии, когда Александр II был убит. Однако понтийские царевны так никогда и не вышли замуж за Птолемея XII и его брата. Впоследствии, в 63 году до н. э. обе дочери вместе с отцом покончили жизнь самоубийством, не желая живыми попасть в руки римлян.
Согласно одному демотическому папирусу от января 79 года до н. э. Птолемей XII уже на втором году своего правления был женат. Жена в тексте названа «царица Клеопатра по прозвищу Трифена», а царская чета вместе зовётся «Боги Филопаторы Филадельфы». Скорее всего, их брак состоялся сразу же после восшествия Птолемея XII на трон. Кем была эта Клеопатра Трифена, нам неизвестно. Наиболее вероятная гипотеза состоит в том, что она являлась сестрой Птолемея XII. Однако она также могла быть дочерью Птолемея Александра I.
Египетская коронация Птолемея XII по каким-то причинам состоялась лишь в марте 76 года до н. э., но и тогда не в Мемфисе, а, как это ни странно, в Александрии. Однако египетский жрец Пшериниптах, венчавший его, был верховным жрецом великого храма в Мемфисе, главой египетских жрецов, хотя на то время ему было всего четырнадцать лет.

## Имя
| G5 |

| G5 |

| F18 · E34 | W24 · Z7 | A17 | F35 | M30 | X1 | U6 | C18 | S29 | G16 | G24 | A3 · Z2s | F18 · D21 | Z1s · D28 | A9 | N14 | A30 | F51A | F15 |

| A51 | D21 · N37 · Q3 | N35 · I9 | N28 · D36 · Aa15 | S1 | T23 · X1 | W24 | T23 · X1 | W24 | N35 · O34 | V28 | M2 · N35 | W24 · Z7 | A3 | U31 | A28 | W19 |

| R8 | W24 · X1 · Z9 · D40 | X1 · I9 · Z1s · I9 | S15 | F31 | S29 | Z3 | D2 · Z1 | W11 · X1 · O1 | X1 · I9 · Z1s · I9 | G5 | Z1 | E1 · D40 | W19 | M17 | M17 | U33 | M17 | A23 | U36 | N8 | U31 |

| N16 · O5 · X1 · O49 | E1 | W19 | D21 · X1 · D36 | W24 · F51A | O23 · Z7 · X1 · Z2s | I1 · Z2s | Z9 · D21 · Z2s | W19 | Q3 · X1 | V28 | C18 | X2 · I9 | N14 · Z2s |

| F18 · E34 | W24 · Z7 | A17 | F35 | M30 | X1 | U6 | C18 | S29 | G16 | G24 | A3 · Z2s | F18 · D21 | Z1s · D28 | A9 | N14 | A30 | F51A | F15 |

| A51 | D21 · N37 · Q3 | N35 · I9 | N28 · D36 · Aa15 | S1 | T23 · X1 | W24 | T23 · X1 | W24 | N35 · O34 | V28 | M2 · N35 | W24 · Z7 | A3 | U31 | A28 | W19 |

| R8 | W24 · X1 · Z9 · D40 | X1 · I9 · Z1s · I9 | S15 | F31 | S29 | Z3 | D2 · Z1 | W11 · X1 · O1 | X1 · I9 · Z1s · I9 | G5 | Z1 | E1 · D40 | W19 | M17 | M17 | U33 | M17 | A23 | U36 | N8 | U31 |

| N16 · O5 · X1 · O49 | E1 | W19 | D21 · X1 · D36 | W24 · F51A | O23 · Z7 · X1 · Z2s | I1 · Z2s | Z9 · D21 · Z2s | W19 | Q3 · X1 | V28 | C18 | X2 · I9 | N14 · Z2s |

| G16 |

| G16 |

| G37 · F9 · F9 | D19 · X1 | N37 · N36 | V28 | N5 | V28 | S29 | U32 | O4 · Q3 | Z2 · H6 | W19 | G26 | O29V | O29V |

| G37 · F9 · F9 | D19 · X1 | N37 · N36 | V28 | N5 | V28 | S29 | U32 | O4 · Q3 | Z2 · H6 | W19 | G26 | O29V | O29V |

| Z9 · D21 | F9 · F9 · D40 | D19 · X1 | N37 · N35C | V28 | V28 | F35 | F34 · Z1 | U39 | F35 | TWO · Z1 | G26 | O29V | O29V | W19 |

| Z9 · D21 | F9 · F9 · D40 | D19 · X1 | N37 · N35C | V28 | V28 | F35 | F34 · Z1 | U39 | F35 | TWO · Z1 | G26 | O29V | O29V | W19 |

| G8 |

| G8 |

| O29V | F34 · Z1 | M17 | U33 | M17 | M17 | C18 | V30 · N29 · W24 · Z9 · D40 | W24 · Aa1 · D40 | H8 · Z1 | Q1 | X1 · H8 | W19 |

| O29V | F34 · Z1 | M17 | U33 | M17 | M17 | C18 | V30 · N29 · W24 · Z9 · D40 | W24 · Aa1 · D40 | H8 · Z1 | Q1 | X1 · H8 | W19 |

| O29V | F34 · Z1 | U6 · D21 | R8A | D10 | X1 · O49 | M17 | U33 | M17 | M17 | C18 | W19 | M17 | C2 | S38 | N29 | M13 | M13 | X1 · Z4 | I12 | I12 |

| O29V | F34 · Z1 | U6 · D21 | R8A | D10 | X1 · O49 | M17 | U33 | M17 | M17 | C18 | W19 | M17 | C2 | S38 | N29 | M13 | M13 | X1 · Z4 | I12 | I12 |

| nswt&bity |

| nswt&bity |

| Q3 | R8 | F44 · N35 | W24 · X1 · Z4 | N35 · N41 · D40 | Q3 · X1 | V28 | U21 · N35 | D4 · Aa11 · W24 | C2 | C12 | S42 | S34 |

| Q3 | R8 | F44 · N35 | W24 · X1 · Z4 | N35 · N41 · D40 | Q3 · X1 | V28 | U21 · N35 | D4 · Aa11 · W24 | C2 | C12 | S42 | S34 |

| Q3 | R8 | F44 · N35 | W24 · X1 · Z4 | N35 · N41 · D40 | Q3 · X1 | V28 | U21 · N35 | D4 · Aa11 · W24 | C2 | C12 | S42 | S34 |

| Q3 | R8 | F44 · N35 | W24 · X1 · Z4 | N35 · N41 · D40 | Q3 · X1 | V28 | U21 · N35 | D4 · Aa11 · W24 | C2 | C12 | S42 | S34 |

| Q3 | R8 | F44 · N35 | W24 · X1 · Z4 | N35 · N41 · D40 | Q3 · X1 | V28 | U21 · N35 | D4 · Aa11 · W24 | C2 | C12 | S42 | S34 |

| Q3 | R8 | F44 · N35 | W24 · X1 · Z4 | N35 · N41 · D40 | Q3 · X1 | V28 | U21 · N35 | D4 · Aa11 · W24 | C2 | C12 | S42 | S34 |

| Q3 | R8 | F44 · N35 | W24 · X1 · Z4 | N35 · N41 · D40 | Q3 · X1 | V28 | U21 · N35 | D4 · Aa11 · W24 | C2 | C12 | S42 | S34 |

| Q3 | R8 | F44 · N35 | W24 · X1 · Z4 | N35 · N41 · D40 | Q3 · X1 | V28 | U21 · N35 | D4 · Aa11 · W24 | C2 | C12 | S42 | S34 |

| F44 | W24 · Q3 | R8 | W24 · X1 · V12 | Q3 · X1 | V28 | U21 · N35 | D4 · Aa11 | C2 | C12 |

| F44 | W24 · Q3 | R8 | W24 · X1 · V12 | Q3 · X1 | V28 | U21 · N35 | D4 · Aa11 | C2 | C12 |

| F44 | W24 · Q3 | R8 | W24 · X1 · V12 | Q3 · X1 | V28 | U21 · N35 | D4 · Aa11 | C2 | C12 |

| F44 | W24 · Q3 | R8 | W24 · X1 · V12 | Q3 · X1 | V28 | U21 · N35 | D4 · Aa11 | C2 | C12 |

| F44 | W24 · Q3 | R8 | W24 · X1 · V12 | Q3 · X1 | V28 | U21 · N35 | D4 · Aa11 | C2 | C12 |

| F44 | W24 · Q3 | R8 | W24 · X1 · V12 | Q3 · X1 | V28 | U21 · N35 | D4 · Aa11 | C2 | C12 |

| F44 | W24 · Q3 | R8 | W24 · X1 · V12 | Q3 · X1 | V28 | U21 · N35 | D4 · Aa11 | C2 | C12 |

| F44 | W24 · Q3 | R8 | W24 · X1 · V12 | Q3 · X1 | V28 | U21 · N35 | D4 · Aa11 | C2 | C12 |

| Q3 | R8 | F44 | W24 · N41 · D40 | U21 · N35 | Q3 · X1 | V28 | D4 · Aa11 |

| Q3 | R8 | F44 | W24 · N41 · D40 | U21 · N35 | Q3 · X1 | V28 | D4 · Aa11 |

| Q3 | R8 | F44 | W24 · N41 · D40 | U21 · N35 | Q3 · X1 | V28 | D4 · Aa11 |

| Q3 | R8 | F44 | W24 · N41 · D40 | U21 · N35 | Q3 · X1 | V28 | D4 · Aa11 |

| Q3 | R8 | F44 | W24 · N41 · D40 | U21 · N35 | Q3 · X1 | V28 | D4 · Aa11 |

| Q3 | R8 | F44 | W24 · N41 · D40 | U21 · N35 | Q3 · X1 | V28 | D4 · Aa11 |

| Q3 | R8 | F44 | W24 · N41 · D40 | U21 · N35 | Q3 · X1 | V28 | D4 · Aa11 |

| Q3 | R8 | F44 | W24 · N41 · D40 | U21 · N35 | Q3 · X1 | V28 | D4 · Aa11 |

| Q3 | R8 | X1 · I9 | U6 | T23 · X1 · X1 | D4 · Q1 · R8 | A17 |

| Q3 | R8 | X1 · I9 | U6 | T23 · X1 · X1 | D4 · Q1 · R8 | A17 |

| Q3 | R8 | X1 · I9 | U6 | T23 · X1 · X1 | D4 · Q1 · R8 | A17 |

| Q3 | R8 | X1 · I9 | U6 | T23 · X1 · X1 | D4 · Q1 · R8 | A17 |

| Q3 | R8 | X1 · I9 | U6 | T23 · X1 · X1 | D4 · Q1 · R8 | A17 |

| Q3 | R8 | X1 · I9 | U6 | T23 · X1 · X1 | D4 · Q1 · R8 | A17 |

| Q3 | R8 | X1 · I9 | U6 | T23 · X1 · X1 | D4 · Q1 · R8 | A17 |

| Q3 | R8 | X1 · I9 | U6 | T23 · X1 · X1 | D4 · Q1 · R8 | A17 |

| G39 | N5 |

| G39 | N5 |

| Q3 · X1 | V4 | E23 · Aa15 | M17 | M17 | S29 | S34 | D&t&N17 | p · t | V28 | Q1 | X1 · H8 · N36 |

| Q3 · X1 | V4 | E23 · Aa15 | M17 | M17 | S29 | S34 | D&t&N17 | p · t | V28 | Q1 | X1 · H8 · N36 |

| Q3 · X1 | V4 | E23 · Aa15 | M17 | M17 | S29 | S34 | D&t&N17 | p · t | V28 | Q1 | X1 · H8 · N36 |

| Q3 · X1 | V4 | E23 · Aa15 | M17 | M17 | S29 | S34 | D&t&N17 | p · t | V28 | Q1 | X1 · H8 · N36 |

| Q3 · X1 | V4 | E23 · Aa15 | M17 | M17 | S29 | S34 | D&t&N17 | p · t | V28 | Q1 | X1 · H8 · N36 |

| Q3 · X1 | V4 | E23 · Aa15 | M17 | M17 | S29 | S34 | D&t&N17 | p · t | V28 | Q1 | X1 · H8 · N36 |

| Q3 · X1 | V4 | E23 · Aa15 | M17 | M17 | S29 | S34 | D&t&N17 | p · t | V28 | Q1 | X1 · H8 · N36 |

| Q3 · X1 | V4 | E23 · Aa15 | M17 | M17 | S29 | S34 | D&t&N17 | p · t | V28 | Q1 | X1 · H8 · N36 |

| Q3 · X1 | V4 | E23 · Aa15 | M17 | M17 | S29 | S34 | D&t&N17 | p · t | V28 | Q1 | X1 · H8 | N36 |

| Q3 · X1 | V4 | E23 · Aa15 | M17 | M17 | S29 | S34 | D&t&N17 | p · t | V28 | Q1 | X1 · H8 | N36 |

| Q3 · X1 | V4 | E23 · Aa15 | M17 | M17 | S29 | S34 | D&t&N17 | p · t | V28 | Q1 | X1 · H8 | N36 |

| Q3 · X1 | V4 | E23 · Aa15 | M17 | M17 | S29 | S34 | D&t&N17 | p · t | V28 | Q1 | X1 · H8 | N36 |

| Q3 · X1 | V4 | E23 · Aa15 | M17 | M17 | S29 | S34 | D&t&N17 | p · t | V28 | Q1 | X1 · H8 | N36 |

| Q3 · X1 | V4 | E23 · Aa15 | M17 | M17 | S29 | S34 | D&t&N17 | p · t | V28 | Q1 | X1 · H8 | N36 |

| Q3 · X1 | V4 | E23 · Aa15 | M17 | M17 | S29 | S34 | D&t&N17 | p · t | V28 | Q1 | X1 · H8 | N36 |

| Q3 · X1 | V4 | E23 · Aa15 | M17 | M17 | S29 | S34 | D&t&N17 | p · t | V28 | Q1 | X1 · H8 | N36 |

|  |

| Q3 | R8 | X1 · I9 · I9 | N36 | T23 · X1 | W24 · Z1 |

| Q3 | R8 | X1 · I9 · I9 | N36 | T23 · X1 | W24 · Z1 |

| R8 | X1 · X1 | R8 | N36 | T23 · X1 | N36 |

| R8 | X1 · X1 | R8 | N36 | T23 · X1 | N36 |

## Правление

### Осложнение отношений с Римом
Вступление на престол Птолемея Незаконнорождённого означало осложнение отношений между Александрией и Римом. Рим отказался признать нового царя. Там извлекли на свет документ, якобы последнюю волю убитого Александра II, где тот завещал царство римскому народу. В 75 году до н. э. в Риме объявились и другие претенденты на египетский трон. Это были два юных сына Клеопатры Селены Антиох XIII Азиатский и его брат, который бежал от Тиграна в Киликию. Старая царица Селена действительно была единственной законной наследницей династии Птолемеев, которая ещё оставалась в живых, и её сыновья могли надеяться, что Рим поддержит их притязания. Однако Рим на это не пошёл. Лучше было иметь в Александрии незаконнорождённого царя, которого Рим не признал и мог сместить под благовидным предлогом в любой подходящий момент, чем правителя, который мог заявить права на объединение царств Селевкидов и Птолемеев под одним скипетром.
В Риме в умах членов республиканской партии витала идея аннексировать Египет: она отразилась, в частности, в сделанном в 65 году до н. э. предложении цензора Красса, в аграрном законе, выдвинутом трибуном Руллом в декабре 64 года до н. э., против которого Цицерон, бывший тогда консулом, выступил в 63 году до н. э. с речью, сохранившейся до наших дней. Партия аристократов сопротивлялась всем мерам, которые могли бы отдать египетские богатства в руки их противников, и делалось это вовсе не из-за заботы о свободе Египта. Они опасались чрезмерного обогащения, и, вследствие этого, усиления власти своих противников за счёт богатств Египта.
Между тем Помпей сокрушил Митридата и Тиграна, завоёвывая для Рима понтийские владения в Малой Азии и прежние владения династии Селевка в Сирии, большую часть которых Тигран на несколько лет присоединил к своему царству. В 64 году до н. э. Помпей сделал Сирию римской провинцией. Царицы Селены к тому времени уже не было в живых. В 69 году до н. э. Тигран, в чьи руки она попала, предал её смерти в Селевкии-на-Евфрате. Так закончилась законная ветвь династии Птолемеев, если только не считать, что она продолжилась в селевкидских царевичах, сыновьях и внуках Селены и Трифены.
Птолемей Авлет отправил на помощь Помпею войско из восьми тысяч всадников, чтобы Рим подчинил себе Палестину. Александрийцы, ещё помнившие время, когда Палестина была владением Птолемеев, выказали неудовольствие, опасное для их недостойного царя. Если восстание не разразилось сразу же, то, вероятно, только из страха спровоцировать Рим на аннексию Египта. Диодор Сицилийский, который посетил Египет около 60 года до н. э., замечает, что приезжих из Италии принимали с преувеличенным вниманием, так как постоянно боялись, что любой инцидент может вызвать войну с Римом. Однако, несмотря на этот страх, Диодор стал свидетелем одного происшествия. Он увидел, как толпа расправилась с римлянином, который убил кошку, — религиозный пыл туземных египтян возобладал над всеми остальными соображениями.

### Характеристика царя
Современники очень нелестно отзывались о характере и образе жизни Птолемея Авлета. Он не обладал ни одним из личных качеств, которые позволили бы человеку даже в таком опасном положении сохранить нравственное достоинство. Страбон ставит его в один ряд с худшими представителями династии Птолемеев — Птолемеем IV Филопатором и Птолемеем Фисконом:

«Лафуру же наследовал Авлет уже в наше время, который был отцом Клеопатры. Все цари после третьего Птолемея, испорченные жизнью в роскоши, управляли государственными делами хуже своих предшественников, но хуже всех четвёртый, седьмой и последний — Авлет; он помимо беспутного образа жизни, играл на флейте, аккомпанируя хорам, и настолько гордился этим, что не стеснялся устраивать состязания в царском дворце; на этих состязаниях он вступал в соревнование с соперниками».
Ему вторит Цицерон:

«Что касается человека, который ныне занимает там царский престол (то есть, Птолемей XII Неос Дионис), то, по-моему, почти все согласятся, что он не царь — ни по своему происхождению, ни по духу».
Прозвище Птолемей XII — Неос Дионис свидетельствует о том, что подобно своему предку Птолемею IV, имя которого — Филопатор — он носил, царь предавался религиозным оргиям. И хотя умение играть на флейте не мешает серьёзным интересам, но у Птолемея XII, кажется, напрочь отсутствовал интерес к государственным делам, а регулярная игра на флейте в древности справедливо считалась позорным занятием для царя. Лукиан Самосатский замечает:

«Самым надежным видом клеветы оказывается обвинение в чём-нибудь противоречащем главной страсти властителя. Так, при дворе Птолемея, прозванного Дионисом, нашёлся человек, который оклеветал платоника Димитрия в том, что он пьет воду и один из всех на празднике Дионисий не облачился в женское платье. И если бы он, приглашенный к царю, с утра на виду у всех не выпил вина, не взял в руки бубен и не стал играть и плясать в тарентинском женском наряде, — он не избежал бы гибели как человек, который не только не радуется благоденствию царя, но, напротив, придерживается враждебного ему учения и слушает злые ковы против великолепного Птолемея».

### Захват римлянами Кипра
В 59 году до н. э. одним из консулов был Юлий Цезарь, вождь республиканской партии. Считается, что присоединение Египта к Риму входило в его политическую программу. Однако Птолемею удалось, заплатив огромную сумму в 6 тысяч талантов (155 т 400 кг серебра), купить поддержку Цезаря. Несмотря на сопротивление аристократов, Цезарь провёл закон, по которому Птолемей Авлет наконец был признан царём Египта и согласно новому договору, «союзником и другом римского народа». Однако в договоре ничего не говорится о Кипре, где с 80 года до н. э. правил другой Птолемей, младший брат Авлета. В 58 году до н. э. трибун Клодий провёл закон, по которому Кипр становился римской провинцией, и Марку Катону было поручено отправиться на остров и принудить царя Птолемея Кипрского передать своё государство Риму. Единственное обвинение против правителя Кипра, которое смог найти Рим для оправдания этого самовольного акта грабежа, состояло в том, что кипрский царь был очень богат, но недостаточно щедро распоряжался своими богатствами. В обмен на царство Катон предложил царю назначить его властью Рима верховным жрецом храма Афродиты в Пафосе. Однако Птолемей предпочёл совершить самоубийство. Его сокровища — доспехи, мебель, ювелирные украшения, ткани — честный римский стоик добросовестно доставил в Рим.

### Изгнание царя
Потеря Кипра навлекла народную ярость на голову Авлета, который и пальцем не пошевелил, чтобы спасти брата. Сумма, потраченная на подкуп, была настолько велика, что Египту грозило увеличение налогового бремени и снижение стоимости металлических денег. В 58 году до н. э. Авлет отправился в Рим с жалобой на александрийцев, которые были на грани восстания, и мольбой оказать ему поддержку римскими военными силами. По дороге он посетил Родос, где на то время находился Катон. Именно в этот исторический момент Катон, в котором грубость циника сочеталась с жестокостью римлянина, намеренно принял царя Египта, сидя на стульчаке и опорожняя кишечник. Этим поступком римский военачальник со всей очевидностью показал, насколько он презирает распущеного и расточительного восточного владыку.

### Правление Клеопатры Трифены и Береники
Любопытно, что Авлет оставил свою семью в Египте. Неясно, была ли ещё жива его жена Клеопатра Трифена. По словам Порфирия, после отъезда Авлета александрийцы признали своими царицами его дочь Беренику IV и Клеопатру Трифену, которую он также называет его дочерью. Разумно было бы признать, что эта его дочь Клеопатра Трифена, полная тёзка своей матери, всё же является женой Авлета и Порфирий просто ошибся. Однако также известно, что имя Клеопатры Трифены, жены и сестры Авлета, исчезает из египетских документов после 7 августа 69 года до н. э., и часть историков связывает это с её смертью. С другой стороны, в надписи в Эдфу говорится, что строительство великого храма, которое вели столько царей из династии Птолемеев, начиная с 237 года до н. э., наконец-то было окончено в 25-й год Птолемея XII, когда 1 хоиаха (5 декабря 57 года до н. э.) у входного пилона были поставлены обшитые бронзой кедровые двери. На пилоне начертаны имена — «Птолемей, юный Осирис, с сестрой, царицей Клеопатрой Трифеной». Как известно, царя тогда уже не было в стране, но строители храма в Эдфу могли ещё считать его законным правителем и приписывать возведение этого сооружения ему. Однако трудно понять, почему жрецы храма в Эдфу ещё не знали о кончине царицы через 11 лет, если бы она умерла в 69 году до н. э. Кроме того, придётся предположить, что все дети Авлета, родившиеся после 69 года до н. э., появились на свет либо вне брака, либо от жены, чьё имя не появляется на памятниках. Если же, с другой стороны, Клеопатра Трифена дожила до 57 года до н. э., непонятно, почему её имя исчезает из папирусов после 69 года до н. э. Помимо смерти у этого явления могли быть и другие причины. Например, она могла поссориться с царём, так как поддерживала александрийцев и, может быть, своего второго брата на Кипре, полагая, что Авлет бездумно разбазаривает великое наследие Птолемеев, и сторонникам царя было дано понять, что ради его удовольствия имя царицы больше не должно фигурировать в официальных документах. Если так, то это объяснило бы, почему Трифена осталась в Александрии, когда Авлет бежал в Рим, и почему александрийцы признали её своей правительницей, как только он уехал, — если предположить, что она и есть та Клеопатра Трифена, о которой говорит Порфирий. Так или иначе, Клеопатра Трифена, соправительница Береники, согласно тому же Порфирию, умерла через год, после того как она захватила власть, и оставила юную Беренику единоличной царицей в Александрии.

### Авлет в изгнании
С 58 до конца 57 года до н. э. Птолемей Авлет жил в Риме или на вилле Помпея в Альбанских холмах, неустанно подкупая сенаторов, раздавая обещания и устраивая убийства послов, присылаемых в Рим из Александрии. Так как Птолемей был отрезан от доходов царства, ему приходилось постоянно брать в долг, обещая расплатиться в будущем, и таким образом он задолжал огромную сумму римскому финансисту Рабирию Постуму. В 57 году до н. э. было решено, что Рим должен восстановить царя Египта на престоле, но в вопрос, кого следует сделать командиром, вмешалась сложная политическая борьба, которую вели между собой партии, существовавшие в то время в Римской республике.
В конце 57 года до н. э. Птолемей счёл благоразумным оставить Италию и спустя некоторое время поселился в Эфесе при храме Артемиды. Он возложил надежды на проконсула Сирии Авла Габиния, которому обещал 10 тысяч талантов, если Габиний восстановит его при помощи сил, которые имелись в его распоряжении. Габиний был сторонником Помпея, а Помпей и сам одно время желал вернуть престол царю Египта.

### Соправители Береники
Тем временем александрийцы пытались помешать возвращению Авлета, подыскав молодой царице супруга. Сначала они подумали о двух царевичах из династии Селевкидов — сыне Селены и Филиппе, внуке Антиоха Грипа и Трифены, дочери Птолемея Фискона. Но первый из них, который, вероятно, был младшим из двух юношей, в 75 году до н. э. отправившихся в Рим претендовать на египетское наследство, умер во время переговоров, а второму Габиний запретил отвечать на призыв александрийцев. Тогда они нашли третьего человека, который звался Селевком и утверждал, что каким-то образом связан с царской династией, возможно, был незаконным отпрыском кого-то из селевкидских царей. Явившись в Александрию, он оказался человеком такой вульгарной внешности и поведения, что александрийцы прозвали его Кибиосакт («Торговец солёной рыбой»), и Береника, проведя несколько дней с таким мужем, не нашла ничего лучшего, как велеть его задушить. В конце концов подходящий претендент нашёлся в лице грека Архелая. Его отец тоже Архелай, был одним из главных военачальников Митридата и перешёл к римлянам ещё до последней Митридатовой войны. Младший Архелай утверждал, что на самом деле он сын самого Митридата, и таким образом имеет отдалённое кровное родство с Птолемеями. Помпей дал ему достойный пост верховного жреца храма Великой Матери в понтийской Комане. Зимой 56/55 года до н. э. Архелай прибыл в Египет, женился на Беренике и, став царём, занял трон Птолемеев.

### Возвращение на престол
Весной 55 года до н. э. Габиний вторгся в Египет, захватив с собой Птолемея Авлета. Его конницей командовал молодой Марк Антоний. Архелай пытался выступить против него, но александрийские войска подняли мятеж, и он пал на поле боя. Римская армия восстановила Птолемея Авлета в Александрии, причём царские войска, которым было приказано сопротивляться римлянам, в конце концов стали действовать вместе с ними.
Одним из первых дел Птолемея после возвращения стало убийство его дочери Береники, узурпировавшей его трон. У него оставалось ещё четверо детей: старшая девочка четырнадцати лет Клеопатра, вторая дочь Арсиноя младше её на один—четыре года и два сына, которых мы знаем только по династическому имени Птолемей, тогда им было шесть лет и четыре года соответственно. Потом люди говорили, что юная Клеопатра уже тогда, при первой встрече, произвела впечатление на молодого командира римской конницы Марка Антония.

### Разграбление царства
Военная интервенция проконсула Сирии, который вышел за пределы своих полномочий, стала, в свою очередь, ключевым вопросом политической борьбы в самом Риме. В конце концов Габинию присудили уплатить штраф в 10 тысяч талантов, и он, став банкротом, отправился в изгнание (54 год до н. э.). Он оставил в Египте многочисленное римское войско, чтобы обеспечить Авлету положение на троне. Теперь все римляне, у которых Авлет занимал деньги, пока жил в изгнании, стали докучать несчастному царю требованиями расплатиться. Главным кредитором был Рабирий Постум, и, чтобы рассчитаться с ним, Авлет был вынужден сделать его дийокетом, то есть главой всей финансовой администрации царства. Ввиду безграничных возможностей для наживы за счёт бедных обитателей страны на Ниле, которые давал Рабирию этот пост, он охотно согласился, хотя для этого ему пришлось обменять римскую тогу на гиматий греческого чиновника, потерпев позор в глазах соотечественников. Даже в случае прямой аннексии Египет оказался бы не в худшем положении, чем сейчас, с римской оккупационной армией и диойкетом-римлянином, который прибрал к рукам богатства страны.

«Все сокровища царя Птолемея Филадельфа, сберегавшиеся столь долгое время, были пущены на ветер последним Птолемеем, ввязавшимся в габиниеву войну и показавшим себя не мужем, а флейтистом и фокусником».
Ещё до конца года народное восстание изгнало Рабирия из Александрии, но лишь после того, как он изрядно обогатился и поместил нажитое в надёжное место за морем. Враждебно настроенная по отношению к нему партия в Риме отдала его под суд. Цицерон защищал Рабирия, и его речь сохранилась до наших дней. Однако мы не знаем, каким был вынесенный ему приговор.

### Строительная деятельность
Крипты великого храма в Дендере, не законченные Птолемеем Лафуром и Александром, были достроены Авлетом; в Коптосе он установил алтарь Хему, Исиде и Хеху; не один раз написал он своё имя в храмах Карнака; установил обшитые бронзой врата у великого пилона в Эдфу; расширил храм Птолемея Филометора в Ком-Омбо и поставил своё имя на старых сооружениях на островах Филы и Биггэ; по существу, его деятельность в этих храмах по большей части ограничилась поверхностными работами, отделкой старых построек. Такое впечатление, что он хотел прослыть храмостроителем, не беря на себя никаких существенных расходов. В храме Дебода в Додекасхене есть наос, построенный для Авлета.

### Смерть царя
Авлет недолго прожил после возвращения на престол. Он заболел и умер весной или в начале лета 51 года до н. э. в возрасте всего сорока четырёх или сорока пяти лет, оставив о себе позорную память и у греков, и у римлян. В своём завещании он постановил, что его дочь Клеопатра VII и её брат Птолемей XIII будут совместно править Египтом. Исполнителем своего завещания он назначил Рим.
Был отцом Береники IV, Клеопатры VII, Птолемея XIII, Птолемея XIV и Арсинои IV.
Евсевий Кесарийский, со слов Порфирия Тирского, в своей «Хронике» говорит, что Птолемей Неос Дионис царствовал в течение 29 лет. Правда, в этой же хронике, буквально несколькими абзацами ниже, говорится, что Птолемей Неос Дионис правил 30 лет.
| Династия Птолемеев                       |                                                     |                                          |
| Предшественник: Птолемей XI Александр II | царь Египта 80 — 51 до н. э. (правил 30 или 29 лет) | Преемники: Птолемей XIII и Клеопатра VII |